# Apiopetalum glabratum
Apiopetalum glabratum är en araliaväxtart som beskrevs av Henri Ernest Baillon. Apiopetalum glabratum ingår i släktet Apiopetalum och familjen Araliaceae. Inga underarter finns listade.